# 1311
Il 1311 (MCCCXI in numeri romani) è un anno  del XIV secolo.

## Eventi
- Enrico VII di Lussemburgo conferisce alla famiglia Visconti, appena uscita vincitrice dalla lotta contro i Della Torre, il titolo di Vicari imperiali.
- 15 marzo - Battaglia di Halmyros. Atene diventa feudo catalano.
- Vicenza passa agli Scaligeri.

## Nati
- 28 gennaio - Giovanna II di Navarra, regina († 1349)
- 29 marzo - Amedeo III di Ginevra, conte († 1367)
- 1º luglio - Liu Ji, politico, funzionario e poeta cinese († 1375)
- 13 agosto - Alfonso XI di Castiglia, sovrano spagnolo († 1350)
- Pietro I di Borbone, nobile francese († 1356)
- Giovanni II di Namur, marchese († 1335)
- Pietro Petroni, religioso italiano († 1361)
- Bettina D'Andrea, giurista italiana († 1355)
- Bianca de la Cerda, nobile spagnola († 1341)
- Margherita II di Hainaut, contessa († 1356)
- Wigand di Marburgo, storico tedesco († 1394)

## Morti
- 27 gennaio - Külüg Khan, imperatore cinese (n. 1281)
- 24 febbraio - Guillaume Ruffat des Forges, cardinale francese
- 3 marzo - Anthony Bek, vescovo cattolico inglese
- 15 marzo - Giorgio I Ghisi, nobiluomo e politico italiano
- 15 marzo - Gualtieri V di Brienne, nobile francese
- 15 marzo - Alberto Pallavicini, Marchese di Bodonitsa, marchese
- 6 aprile - Filippa di Lussemburgo, nobile olandese (n. 1252)
- 8 aprile - Botulf Botulfsson, svedese
- 23 aprile - Antonio Patrizi, presbitero italiano (n. 1280)
- 29 maggio - Giacomo II di Maiorca, re (n. 1243)
- 20 giugno - Tebaldo Brusato, politico italiano
- 13 agosto - Pietro Gradenigo, doge
- 19 agosto - Giordano da Pisa, religioso italiano (n. 1260)
- 12 settembre - Bertrand des Bordes, cardinale francese
- 13 ottobre - Guido di Namur, politico e condottiero fiammingo (n. 1270)
- 29 novembre - Alboino della Scala, condottiero italiano
- 7 dicembre - Leonardo Patrasso, cardinale e arcivescovo cattolico italiano (n. 1230)
- 10 dicembre - Etienne de Suisy, cardinale francese
- 14 dicembre - Margherita di Brabante, nobile belga (n. 1276)
- Davide VIII di Georgia, re (n. 1273)
- Manfredo Dalesmanini, politico italiano
- Enrico de Lacy, III conte di Lincoln, nobile francese (n. 1249)
- Ottone di Kleve, conte
- Qotb al-Din Shirazi, astronomo, filosofo e medico persiano (n. 1237)
- Caterina Visconti, nobile italiana (n. 1282)
- Gaia da Camino, poetessa italiana
- Sigfrido di Feuchtwangen, militare tedesco

## Calendario
| Calendario 1311 | Calendario 1311 | Calendario 1311 | Calendario 1311 | Calendario 1311 | Calendario 1311 | Calendario 1311 | Calendario 1311 | Calendario 1311 | Calendario 1311 | Calendario 1311 | Calendario 1311 | Calendario 1311 | Calendario 1311 | Calendario 1311 | Calendario 1311 | Calendario 1311 | Calendario 1311 | Calendario 1311 | Calendario 1311 | Calendario 1311 | Calendario 1311 | Calendario 1311 | Calendario 1311 | Calendario 1311 | Calendario 1311 | Calendario 1311 | Calendario 1311 | Calendario 1311 | Calendario 1311 | Calendario 1311 | Calendario 1311 | Calendario 1311 |
| --------------- | --------------- | --------------- | --------------- | --------------- | --------------- | --------------- | --------------- | --------------- | --------------- | --------------- | --------------- | --------------- | --------------- | --------------- | --------------- | --------------- | --------------- | --------------- | --------------- | --------------- | --------------- | --------------- | --------------- | --------------- | --------------- | --------------- | --------------- | --------------- | --------------- | --------------- | --------------- | --------------- |
|                 | 1               | 2               | 3               | 4               | 5               | 6               | 7               | 8               | 9               | 10              | 11              | 12              | 13              | 14              | 15              | 16              | 17              | 18              | 19              | 20              | 21              | 22              | 23              | 24              | 25              | 26              | 27              | 28              | 29              | 30              | 31              |                 |
| Gennaio         | Ve              | Sa              | Do              | Lu              | Ma              | Me              | Gi              | Ve              | Sa              | Do              | Lu              | Ma              | Me              | Gi              | Ve              | Sa              | Do              | Lu              | Ma              | Me              | Gi              | Ve              | Sa              | Do              | Lu              | Ma              | Me              | Gi              | Ve              | Sa              | Do              |                 |
| Febbraio        | Lu              | Ma              | Me              | Gi              | Ve              | Sa              | Do              | Lu              | Ma              | Me              | Gi              | Ve              | Sa              | Do              | Lu              | Ma              | Me              | Gi              | Ve              | Sa              | Do              | Lu              | Ma              | Me              | Gi              | Ve              | Sa              | Do              |                 |                 |                 |                 |
| Marzo           | Lu              | Ma              | Me              | Gi              | Ve              | Sa              | Do              | Lu              | Ma              | Me              | Gi              | Ve              | Sa              | Do              | Lu              | Ma              | Me              | Gi              | Ve              | Sa              | Do              | Lu              | Ma              | Me              | Gi              | Ve              | Sa              | Do              | Lu              | Ma              | Me              |                 |
| Aprile          | Gi              | Ve              | Sa              | Do              | Lu              | Ma              | Me              | Gi              | Ve              | Sa              | Do              | Lu              | Ma              | Me              | Gi              | Ve              | Sa              | Do              | Lu              | Ma              | Me              | Gi              | Ve              | Sa              | Do              | Lu              | Ma              | Me              | Gi              | Ve              |                 |                 |
| Maggio          | Sa              | Do              | Lu              | Ma              | Me              | Gi              | Ve              | Sa              | Do              | Lu              | Ma              | Me              | Gi              | Ve              | Sa              | Do              | Lu              | Ma              | Me              | Gi              | Ve              | Sa              | Do              | Lu              | Ma              | Me              | Gi              | Ve              | Sa              | Do              | Lu              |                 |
| Giugno          | Ma              | Me              | Gi              | Ve              | Sa              | Do              | Lu              | Ma              | Me              | Gi              | Ve              | Sa              | Do              | Lu              | Ma              | Me              | Gi              | Ve              | Sa              | Do              | Lu              | Ma              | Me              | Gi              | Ve              | Sa              | Do              | Lu              | Ma              | Me              |                 |                 |
| Luglio          | Gi              | Ve              | Sa              | Do              | Lu              | Ma              | Me              | Gi              | Ve              | Sa              | Do              | Lu              | Ma              | Me              | Gi              | Ve              | Sa              | Do              | Lu              | Ma              | Me              | Gi              | Ve              | Sa              | Do              | Lu              | Ma              | Me              | Gi              | Ve              | Sa              |                 |
| Agosto          | Do              | Lu              | Ma              | Me              | Gi              | Ve              | Sa              | Do              | Lu              | Ma              | Me              | Gi              | Ve              | Sa              | Do              | Lu              | Ma              | Me              | Gi              | Ve              | Sa              | Do              | Lu              | Ma              | Me              | Gi              | Ve              | Sa              | Do              | Lu              | Ma              |                 |
| Settembre       | Me              | Gi              | Ve              | Sa              | Do              | Lu              | Ma              | Me              | Gi              | Ve              | Sa              | Do              | Lu              | Ma              | Me              | Gi              | Ve              | Sa              | Do              | Lu              | Ma              | Me              | Gi              | Ve              | Sa              | Do              | Lu              | Ma              | Me              | Gi              |                 |                 |
| Ottobre         | Ve              | Sa              | Do              | Lu              | Ma              | Me              | Gi              | Ve              | Sa              | Do              | Lu              | Ma              | Me              | Gi              | Ve              | Sa              | Do              | Lu              | Ma              | Me              | Gi              | Ve              | Sa              | Do              | Lu              | Ma              | Me              | Gi              | Ve              | Sa              | Do              |                 |
| Novembre        | Lu              | Ma              | Me              | Gi              | Ve              | Sa              | Do              | Lu              | Ma              | Me              | Gi              | Ve              | Sa              | Do              | Lu              | Ma              | Me              | Gi              | Ve              | Sa              | Do              | Lu              | Ma              | Me              | Gi              | Ve              | Sa              | Do              | Lu              | Ma              |                 |                 |
| Dicembre        | Me              | Gi              | Ve              | Sa              | Do              | Lu              | Ma              | Me              | Gi              | Ve              | Sa              | Do              | Lu              | Ma              | Me              | Gi              | Ve              | Sa              | Do              | Lu              | Ma              | Me              | Gi              | Ve              | Sa              | Do              | Lu              | Ma              | Me              | Gi              | Ve              |                 |